# 安東尼·桑坦戴爾
安東尼·羅傑·桑坦戴爾（英語：Anthony Roger Santander，1994年10月19日—），為美國職棒大聯盟的外野手，目前效力於多倫多藍鳥，他先前曾效力於巴爾的摩金鶯。

## 職業生涯

### 克里夫蘭印地安人
2011年7月，桑坦戴爾以國際自由球員身分加盟印地安人。他從2012年開啟職棒生涯，但是他在2013年到2015年間大小傷勢不斷。2016年，他在高階1A繳出2成90的打擊率，並敲出20轟與95分打點。

### 巴爾的摩金鶯
2016年，金鶯透過規則五選秀將桑坦戴爾選走。2017年8月18日，桑坦戴爾登上大聯盟。該年他的打擊率為2成67。
2018年，桑坦戴爾的打擊率僅有1成98，並僅敲出1轟與6分打點。但他在2019年繳出2成61的打擊率，並敲出20轟與59分打點。
2020年，他在縮水賽季繳出2成61的打擊率，並敲出11轟與32分打點。2021年2月5日，桑坦戴爾薪資仲裁失敗，並和球隊簽下210萬美元的薪資。
2022年6月中，桑坦戴爾因為確診COVID-19而進行隔離休養。該年他也成為隊史首位在4場比賽內達成三次單場雙響砲的球員。整季他的打擊率為2成40。
2023年1月中，桑坦戴爾與球隊簽下1年740萬美元的合約。5月15日，他首度以一壘手身分出賽。7月16日，他敲出大聯盟生涯第100轟。整季他的打擊率為2成73。
2024年，桑坦戴爾首度入選明星賽。整季他的打擊率為2成35，並敲出44轟與102分打點。

### 多倫多藍鳥
2025年1月20日，桑坦戴爾與藍鳥簽下5年9,250萬美元的合約。

## 國際賽
2023年世界棒球經典賽，桑坦戴爾代表委內瑞拉出賽。

## 外部連結
- 球員資訊和成績在MLB ，ESPN ，Retrosheet ，Baseball Reference ，Baseball Reference (Minors) ，Fangraphs ，The Baseball Cube （英文）
- 安東尼·桑坦戴爾的Instagram帳戶